# Malay, Aklan
Đô thị Malay là một đô thị hạng ở tỉnh Aklan, Philippines. Theo điều tra dân số năm 2010, đô thị này có dân số 45.811 người.
Đảo nghỉ dưỡng Boracay về mặt địa lý thuộc đô thị này nhưng lại không phải là một bộ phận hành chính.
Nó đã ảnh hưởng nghiêm trọng bởi Siêu bão Seniang vào ngày 9-10 tháng 12 năm 2006, với nhiều sự tàn phá và thiệt hại về nhà cửa và cơ sở hạ tầng.
Khu đô thị của Malay đã được tạo ra ở tỉnh Capiz vào ngày 15 tháng 6 năm 1949, từ Barrio của Malay và barrio xung quanh mà là sau đó một phần của Buruanga. Đô thị mới sau đó bao gồm các barrio sau: Malay (poblacion, chỗ ngồi của chính quyền địa phương), Dumlog, Cabolihan, Balosbos, Maba-oy, Cubay Norte, Cubay Sur, Cogon, Argao, San Viray, Caticlan, Manoc Manoc, Balabag và Na-asog. Vào ngày 25 tháng 4 năm 1956, đô thị Malay đã trở thành một phần của tỉnh mới được thành lập tỉnh Aklan, cùng với một số thành phố khác.

## Lịch sử

### Chuyển đổi sang Cityhood
Theo Nghị quyết số. 066, hàng loạt năm 2010, Nghị quyết tạo ra một Ủy ban ADHOC và nhóm công tác kỹ thuật để tiến hành nghiên cứu và đánh giá ban đầu cho cityhood đề xuất của các đô thị của Malay, Aklan. (Chấp thuận SB, DTD. 11-30-10)

## Các khu phố (barangay)
Malay được chia thành 17 khu phố (barangay).
| Các khu phố    | Phân loại      | Dân số         |
| Đất liền Malay | Đất liền Malay | Đất liền Malay |
| -------------- | -------------- | -------------- |
| Argao          | Nông thôn      | 1,078          |
| Balusbos       | Nông thôn      | 1,079          |
| Cabulihan      | Nông thôn      | 575            |
| Caticlan       | Đô thị         | 6,593          |
| Cogon          | Nông thôn      | 544            |
| Cubay Norte    | Nông thôn      | 327            |
| Cubay Sur      | Nông thôn      | 1,153          |
| Dumlog         | Nông thôn      | 768            |
| Motag          | Nông thôn      | 818            |
| Naasug         | Nông thôn      | 547            |
| Nabaoy         | Nông thôn      | 1,025          |
| Napaan         | Nông thôn      | 649            |
| Poblacion      | Đô thị         | 1,255          |
| Sambiray       | Nông thôn      | 1,031          |
| Đảo Boracay    |                |                |
| Balabag        | Đô thị         | 11,076         |
| Manoc-Manoc    | Đô thị         | 12,526         |
| Yapak          | Nông thôn      | 4,767          |

## Khí hậu
| Dữ liệu khí hậu của Malay, Aklan     | Dữ liệu khí hậu của Malay, Aklan | Dữ liệu khí hậu của Malay, Aklan | Dữ liệu khí hậu của Malay, Aklan | Dữ liệu khí hậu của Malay, Aklan | Dữ liệu khí hậu của Malay, Aklan | Dữ liệu khí hậu của Malay, Aklan | Dữ liệu khí hậu của Malay, Aklan | Dữ liệu khí hậu của Malay, Aklan | Dữ liệu khí hậu của Malay, Aklan | Dữ liệu khí hậu của Malay, Aklan | Dữ liệu khí hậu của Malay, Aklan | Dữ liệu khí hậu của Malay, Aklan | Dữ liệu khí hậu của Malay, Aklan |
| Tháng                                | 1                                | 2                                | 3                                | 4                                | 5                                | 6                                | 7                                | 8                                | 9                                | 10                               | 11                               | 12                               | Năm                              |
| ------------------------------------ | -------------------------------- | -------------------------------- | -------------------------------- | -------------------------------- | -------------------------------- | -------------------------------- | -------------------------------- | -------------------------------- | -------------------------------- | -------------------------------- | -------------------------------- | -------------------------------- | -------------------------------- |
| Trung bình ngày tối đa °C (°F)       | 28 (82)                          | 29 (84)                          | 29 (84)                          | 27 (81)                          | 32 (90)                          | 31 (88)                          | 29 (84)                          | 30 (86)                          | 31 (88)                          | 30 (86)                          | 29 (84)                          | 28 (82)                          | 29 (84)                          |
| Tối thiểu trung bình ngày °C (°F)    | 23 (73)                          | 24 (75)                          | 24 (75)                          | 23 (73)                          | 25 (77)                          | 25 (77)                          | 24 (75)                          | 25 (77)                          | 25 (77)                          | 25 (77)                          | 24 (75)                          | 24 (75)                          | 24 (75)                          |
| Lượng mưa trung bình mm (inches)     | 102 (4.0)                        | 27 (1.1)                         | 30 (1.2)                         | 129 (5.1)                        | 120 (4.7)                        | 237 (9.3)                        | 189 (7.4)                        | 186 (7.3)                        | 126 (5.0)                        | 231 (9.1)                        | 162 (6.4)                        | 90 (3.5)                         | 1.629 (64.1)                     |
| Số ngày mưa trung bình               | 14                               | 12                               | 9                                | 11                               | 20                               | 20                               | 21                               | 22                               | 19                               | 21                               | 17                               | 17                               | 203                              |
| Nguồn: Thời tiết thế giới trực tuyến |                                  |                                  |                                  |                                  |                                  |                                  |                                  |                                  |                                  |                                  |                                  |                                  |                                  |

## Giao thông vận tải

### Sân bay
Malay có một sân bay, chính thức đặt tên là Sân bay Godofredo P. Ramos nhưng phổ biến được gọi là Sân bay Caticlan. Chỉ có máy bay nhỏ được phép hạ cánh trên 810 m (2.660 ft) đường băng. Hầu hết các hãng hàng không cũng đã hạn chế trợ cấp cân kể từ khi chiếc máy bay nhỏ. Gần đây Sân bay quốc tế Kalibo với nó 2.300 m (7.500 ft) đường băng có thể chứa máy bay lớn hơn.

### Bờ biển
Cảng Jetty Caticlan, một trong những cảng dọc theo Cộng hòa mạnh hải lộ, phục vụ như là một cửa ngõ để đảo Boracay và Roxas, Oriental Mindoro.

## Kinh tế
Do ngành công nghiệp du lịch mạnh mẽ của nó, là đô thị hiện đang được xem là có nền kinh tế mạnh nhất trong tất cả các thành phố trong khu vực và đô thị giàu nhất của Aklan về thu nhập và ngân sách hàng năm. Ngành công nghiệp du lịch của Boracay đã trở thành chất xúc tác tăng trưởng kinh tế đã đưa nhiều nhà đầu tư đến và làm thay đổi chính quyền thành phố vào một khu vực quốc tế.

### Mua sắm
Trong những đầu năm 1990, đó là rất không chắc rằng một trung tâm mua sắm sẽ mở ra trong Malay. Tuy nhiên, với sự bùng nổ của ngành công nghiệp du lịch của mình, mua sắm tại đã trở thành một thành phần của nó cung cấp cho du khách và người dân địa phương. Tại thời điểm này, Trung tâm Mua sắm d'Boracay và Thủ công mỹ nghệ của Boracay là điểm đến mua sắm lớn duy nhất ở Malay nhưng với sự tham gia của các nhà đầu tư lớn, một số trung tâm mua sắm sẽ sớm tăng lên ở thị trấn mà chắc chắn sẽ thay đổi các kinh nghiệm mua sắm ở chỗ nó có thể cung cấp. Trung tâm Mua sắm Newcoast Boracay và AMA Caticlan Mall Picar bây giờ là trong các đường ống.

### Các ngân hàng
Hiện nay, có mười (10) ngân hàng trong khu đô thị của Malay được điều hành bởi sáu (6) tại các ngân hàng thương mại. Danh sách các ngân hàng ở Malay

## Trường học
Danh sách các trường học ở Malay:
- Trường Quốc tế châu Âu Boracay
- Trường Quốc tế NVC
- Học viện Toàn cầu đảo Boracay
- Viện ngôn ngữ Anh văn Paradise Boracay
- Du lịch & Khách sạn bệnh viện Canadian
- Trường Trung học quốc gia Boracay
- Trường Trung học quốc gia Malay
- Trường Tiểu học Malay
- Trường Tiểu học Caticlan
- Trường Caticlan Conferey
- Trường Tiểu học Sambiray
- Trường Tiểu học Napaan
- Trường Tiểu học Argao
- Trường Tiểu học Cubay
- Trường Tiểu học Nabaoy
- Trường Tiểu học Naasug
- Trường Tiểu học Dumlog/Kabulihan
- Trường Trung học quốc gia Lamberto h. Tirol

## Y tế
Khu đô thị của Malay đang được phục vụ bởi ba (3) bệnh viện. Một trong số đó là tư nhân, và hai thuộc sở hữu của chính phủ.
Sau đây là các bệnh viện:
- Bệnh viện tưởng niệm Tirol Don Circiaco
- Bệnh viện thành phố Malay
- Bệnh viện Baptist Aklan
- Trung tâm Y tế Thánh Lu-ca Boracay (đề xuất)